# 拉罗克叙佩尔讷
拉罗克叙佩尔讷（法語：La Roque-sur-Pernes，法語發音：[la ʁɔk syʁ pɛʁn]，意为“佩尔讷上方的拉罗克”）是法国普罗旺斯-阿尔卑斯-蓝色海岸大区沃克吕兹省的一个市镇，属于卡庞特拉区。

## 地名
与通常在法语地名中表示“在……河畔”之意的“sur”不同，该地名La Roque-sur-Pernes中的“sur”意为“在……上方”，表示名为拉罗克（La Roque）的该地与佩尔讷（Pernes）的位置关系，并以“佩尔讷上方的圣欧班”之名区分其他的“拉罗克”，且事实上在该地附近也并无“佩尔讷河”存在。

## 地理
拉罗克叙佩尔讷（43°58'44"N, 5°6'31"E）面积11.03 平方千米，位于法国普罗旺斯-阿尔卑斯-蓝色海岸大区沃克吕兹省，该省份为法国东南部内陆省份，北起德龙省，西北接阿尔代什省，西接加尔省，南至罗讷河口省，东南角与瓦尔省接壤，东临上普罗旺斯阿尔卑斯省。
与拉罗克叙佩尔讷接壤的市镇（或旧市镇、城区）包括：勒博塞、索尔格河畔利勒、佩尔讷莱方丹、圣迪迪耶、索马讷德沃克吕兹。
拉罗克叙佩尔讷的时区为UTC+01:00、UTC+02:00（夏令时）。

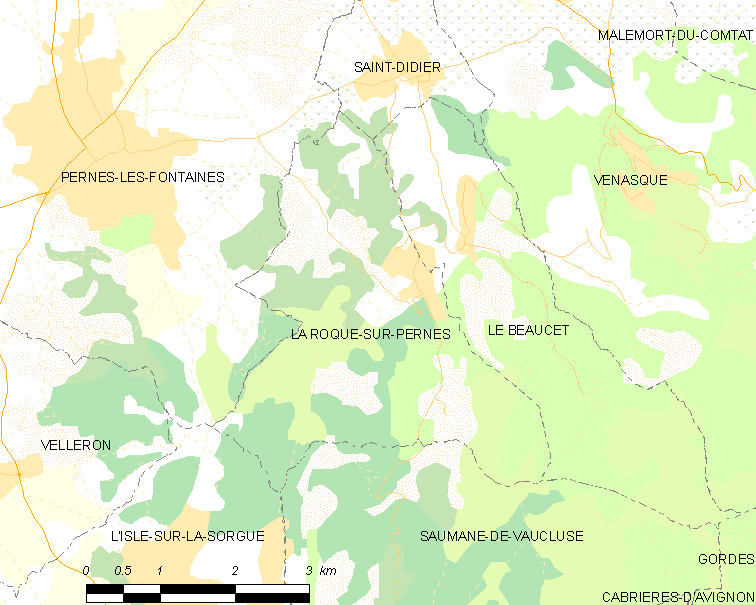
拉罗克叙佩尔讷的OSM定位图

## 行政
拉罗克叙佩尔讷的邮政编码为84210，INSEE市镇编码为84101。

## 政治
拉罗克叙佩尔讷所属的省级选区为佩尔讷莱方丹县。

## 人口

1962-2008年间拉罗克叙佩尔讷人口变化图示

拉罗克叙佩尔讷于2022年1月1日时的人口数量为431人。